# Cladonia calycantha
Cladonia calycantha är en lavart som beskrevs av Nyl. Cladonia calycantha ingår i släktet Cladonia och familjen Cladoniaceae.   Inga underarter finns listade i Catalogue of Life.